# Alberto Busnari
Alberto Busnari (Melzo, 4 ottobre 1978) è un ex ginnasta e militare italiano.
La sua specialità ginnica è il cavallo con maniglie; gareggia per la società Juventus Nova Melzo 1960, allenato da Fulvio Vailati, e fa parte del gruppo sportivo dell'Aeronautica Militare.

## Biografia
Comincia ginnastica artistica all'età di 5 anni. Esordisce in nazionale nel 1994 e nel 1996 si trasferisce nel centro federale di Milano dove inizia ad allenarsi a tempo pieno. Nel 2004 entra a far parte del gruppo dell'aeronautica militare.
Ha partecipato a moltissime gare internazionali tra cui l'Olimpiade di Sydney 2000, di Atene 2004, di Pechino 2008 e di Londra 2012.

## Record
Detiene, con Louis Smith, il Guinness World Record del maggior numero di movimenti Thomas realizzati in un minuto, 50.

## Palmarès
Europei
- Bronzo Patrasso 2002 (cavallo con maniglie)
- Bronzo Montpellier 2015 (cavallo con maniglie)
- Argento Lubiana 2004 (cavallo con maniglie)

Giochi del Mediterraneo
- Argento Tunisi 2001 (cavallo con maniglie)
- Bronzo Tunisi 2001 (concorso generale)
- Bronzo Almeria 2005 (cavallo con maniglie)
- Bronzo Almeria 2005 (sbarra)
- Oro Pescara 2009 (cavallo con maniglie)
- Oro Pescara 2009 (squadre)

Universiadi
- Bronzo Catania 1997 (sbarra)
- Bronzo Palma di Maiorca 1999 (sbarra)

Campionati nazionali
- Oro 18 volte campione italiano al cavallo con maniglie (1998-1999-2000-2001-2002-2003-2005-2006-2007-2008-2009-2010-2011-2012-2013-2014-2015-2016)
- Oro 6 volte campione italiano alla sbarra (1995-1997-1998-2000-2003-2008)
- Oro 4 volte campione italiano alle parallele (2000-2002-2008-2010)

Coppa del mondo
- Bronzo DTB Pokal - Stoccarda 2001 (cavallo con maniglie)
- Argento Cottbus 2002 (cavallo con maniglie)
- Argento Cottbus 2005 (cavallo con maniglie)
- Bronzo Ghent 2010 (cavallo con maniglie)
- Bronzo Lubiana 2015 (cavallo con maniglie)

Altre competizioni
- Oro Coppa Gran Mariscal - Venezuela 1996 (cavallo con maniglie)
- Oro Coppa Gran Mariscal - Venezuela 1996 (sbarra)
- Oro Coppa Gran Mariscal - Venezuela 1996 (concorso generale)
- Oro Grand prix Montreux 2000 (sbarra)

## Riconoscimenti
- Premio città di Melzo 2012[2]